# Sélection de la ville hôte pour les Jeux olympiques d'hiver de 1968
Le processus de sélection pour les Jeux olympiques d'hiver de 1968 comprend six villes et voit celle de Grenoble en France sélectionnée aux dépens de Calgary au Canada, de Lahti en Finlande, de Lake Placid aux États-Unis, d'Oslo en Norvège et de Sapporo au Japon. La sélection est réalisée lors de la 61e session du CIO à Innsbruck en Autriche, le 28 janvier 1964.

## Résultats du scrutin
| Ville       | Pays       | 1er tour | 2e tour | 3e tour |
| ----------- | ---------- | -------- | ------- | ------- |
| Grenoble    | France     | 15       | 18      | 27      |
| Calgary     | Canada     | 12       | 19      | 24      |
| Lahti       | Finlande   | 11       | 14      | —       |
| Sapporo     | Japon      | 6        | —       | —       |
| Oslo        | Norvège    | 4        | —       | —       |
| Lake Placid | États-Unis | 3        | —       | —       |